# Франдсен, Андерс
Андерс Франдсен (дат. Anders Frandsen; 8 декабря 1960, Копенгаген — 1 января 2012, там же) — датский певец, представитель Дании на конкурсе песни Евровидение 1991.

## Биография
Родился в 1960 году. Андерс появился на датском телевидении в восьмидесятых годах, где он принимал участие в театральных постановках, хотя и не имел ранее специального образования.
В 1991 году стал победителем датского отборочного конкурса для Евровидения «Dansk Melodi Grand Prix». Песня «Lige der hvor hjertet slår», исполненная им на отборе, впоследствии были исполнена и на Евровидении, но не заняла там высокого места, получив всего 8 баллов. Это сильно повредило популярности молодого исполнителя, но тем не менее Андерс продолжил работу на телевидении в качестве телеведущего в течение нескольких лет. В частности, сотрудничая с телеканалом TV3, он стал популярен благодаря передачам «Knald eller Fald» (знакомства), «Stjerneskud» (конкурс двойников), а также периодически появлялся в утреннем эфире. К 1999 году он практически прекратил карьеру телеведущего.
В 2001 году Франдсен снова выступил на «Dansk Melodi Grand Prix», не заняв в итоге лидирующей позиции. В 2004 исполнял роль камео в местном молодёжном ситкоме «Ørnen», а в 2005 принял участие в телепередаче «Twist & Shout».
Вечером 1 января 2012 года был найден своими знакомыми мёртвым в собственном доме. Согласно сообщениям датских СМИ, причиной смерти могло послужить самоубийство путём отравления угарным газом, хотя датская полиция не исключает и других причин загадочной смерти, исключая, правда, версию умышленного убийства. Андерс Франдсен никогда не был женат, после него не осталось детей.

## Дискография
- Anders Frandsen (1992)